# Kaunos

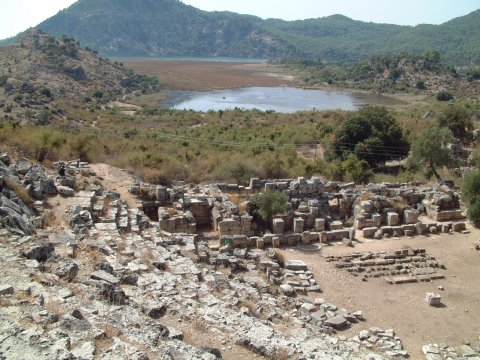
Blick vom Theater

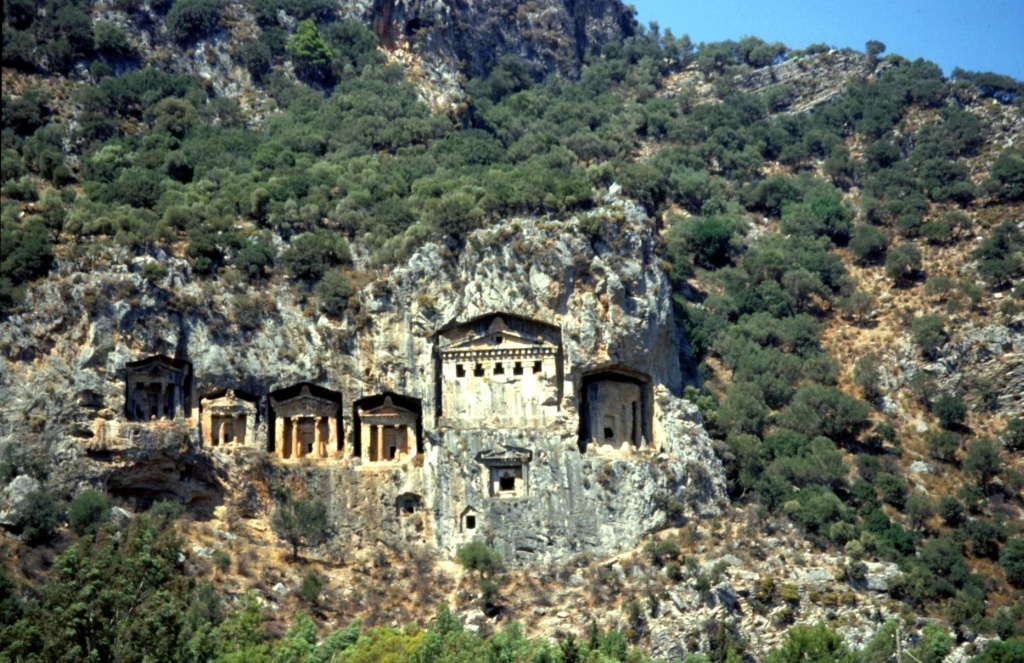
Felsengräber

Kaunos (altgriechisch Καῦνος) war eine antike Stadt im Südosten der Landschaft Karien in Kleinasien in der Nähe des jetzigen Orts Dalyan, Provinz Muğla in der Türkei. Sie lag ursprünglich am Meer und liegt nun durch Verlagerung der Küste drei Kilometer vom Meer entfernt im Delta des Dalyan (Calbis), der den Köyceğiz-See mit dem Mittelmeer verbindet, ist allerdings nicht vollständig verlandet, sondern über Sumpfgewässer und Wasserwege mit diesen verbunden.

## Geschichte
Die Geschichte des Ortes reicht bis in das 10. Jahrhundert v. Chr. zurück. Kaunos gehörte zeitweilig zum Attischen Seebund und zum Festlandbesitz der nahegelegenen Insel Rhodos (Rhodische Peraia). Auf die Abhängigkeit von Rhodis bezieht sich auch Plinius der Ältere in seinem Bericht über den berühmten antiken Künstler Protogenes, der in frühhellenistischer Zeit wirkte. Die Münzen für die Rhodische Peraia, die sich in der Gestaltung mit dem Helioskopf auf dem Avers und der Rose auf dem Revers stark an denen der Insel Rhodos orientierten, wurden vermutlich in Kaunos geprägt.

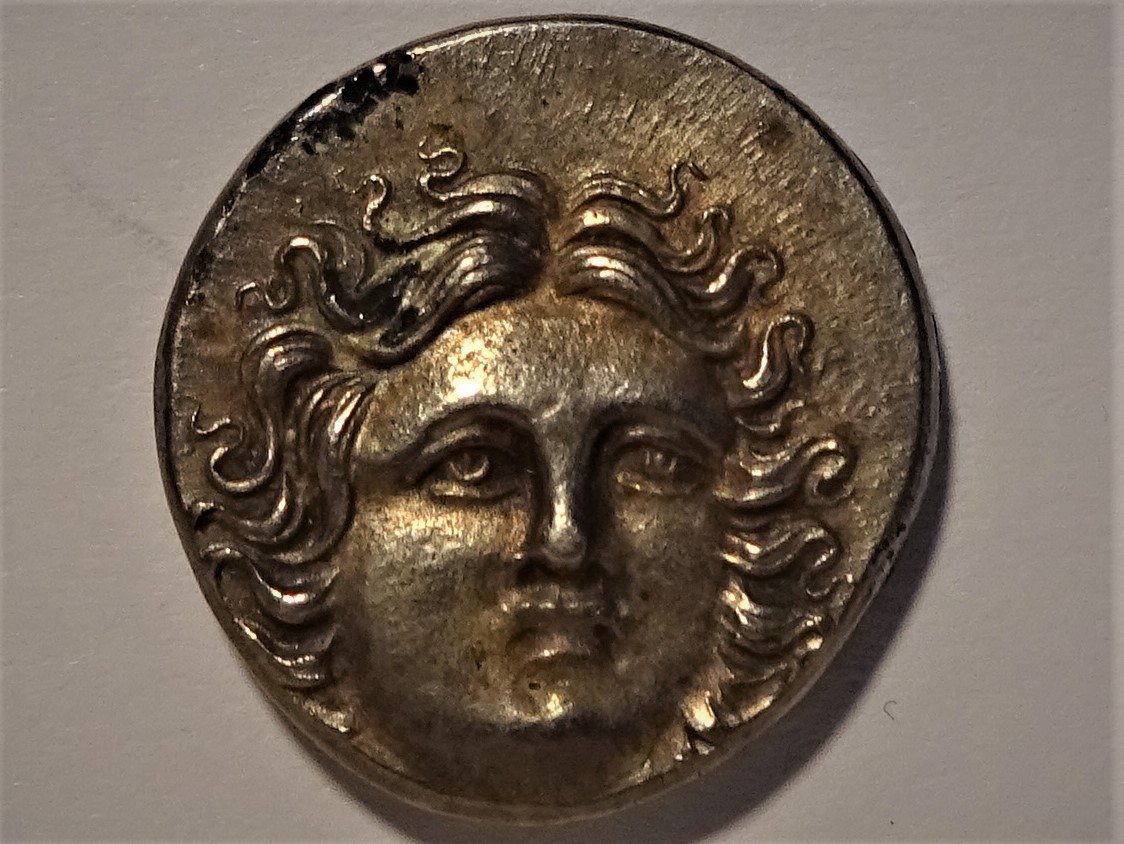
Drachme der Rhodischen Peraia, Helioskopf, ca. 200 bis 100 v. Chr.

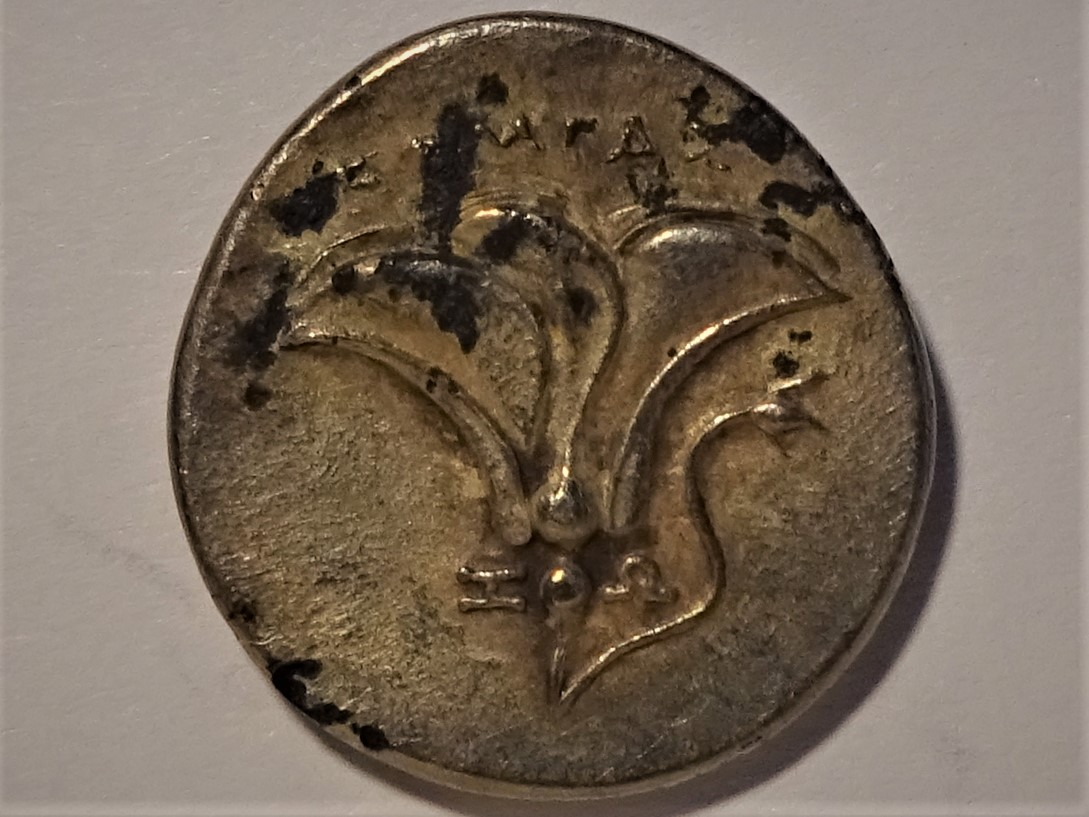
Rückseite der Drachme mit Rose

In römischer Zeit war Kaunos zunächst Teil der Provinz Asia. Spätestens unter Trajan ist die Stadt als Mitglied des Lykischen Bundes belegt. Ob Kaunos schon unter Claudius zur Provinz Lycia zählte oder erst bei Einrichtung der Doppelprovinz Lycia et Pamphylia unter Vespasian Teil Lykiens wurde, ist in der altertumswissenschaftlichen Forschung umstritten.
Der Ort galt in der Antike als reich, aber auf Grund der Lage im sumpfigen Flussdelta, in dem sich Krankheitserreger leicht vermehren können, als ungesund. Er war bekannt durch seine weithin exportierten getrockneten Feigen. Der griechische Geograph Strabon schrieb: „Kaunos hat ein Schiffslager und einen verschließbaren Hafen. Oberhalb der Stadt liegt auf einer Anhöhe die Veste Imbros. Obgleich die Gegend durch Fruchtbarkeit gesegnet ist, hat doch nach allgemeiner Versicherung die Stadt im Sommer ungesunde Luft und im Herbste … wegen der Hitze und des Überflusses an Obst …“

## Archäologie
Es sind noch zahlreiche Überreste der antiken Bauten zu sehen, insbesondere in den Fels gehauene karische Gräber, die aus dem 4. Jahrhundert v. Chr. stammen, aber auch ein römisches Theater, große Thermen, sowie ein Nymphäum, eine Agora, Tempel, ein Gymnasion, Hafenanlagen und eine Akropolis. Erhalten haben sich auch zahlreiche griechische Inschriften der Stadt. Der Bätyl von Kaunos, über 4 Meter hoch und häufig auf seinen Silbermünzen abgebildet, wurde zwischenzeitlich gefunden.
Baki Öğün begann 1965 mit Ausgrabungen in Kaunos, die er bis 1999 leitete. Von 2000 bis 2020 wurden die Ausgrabungen von Cengiz Işık geleitet, seither von  Ufuk Çörtük. Wichtige Beiträge zur Erforschung von Kaunos lieferte Bernhard Schmaltz, der seit 1988 die Ausgrabungen begleitete und beispielsweise zur Topographie sowie den Amphorenstempeln der Stadt forschte.

## Tourismus
Das Gebiet um Dalyan, Kaunos, die Felsengräber und das Dalyan-Delta ist auf Grund seiner Lage zwischen den Ferienzentren Marmaris und Ölüdeniz heute eine vielbesuchte Touristenattraktion.

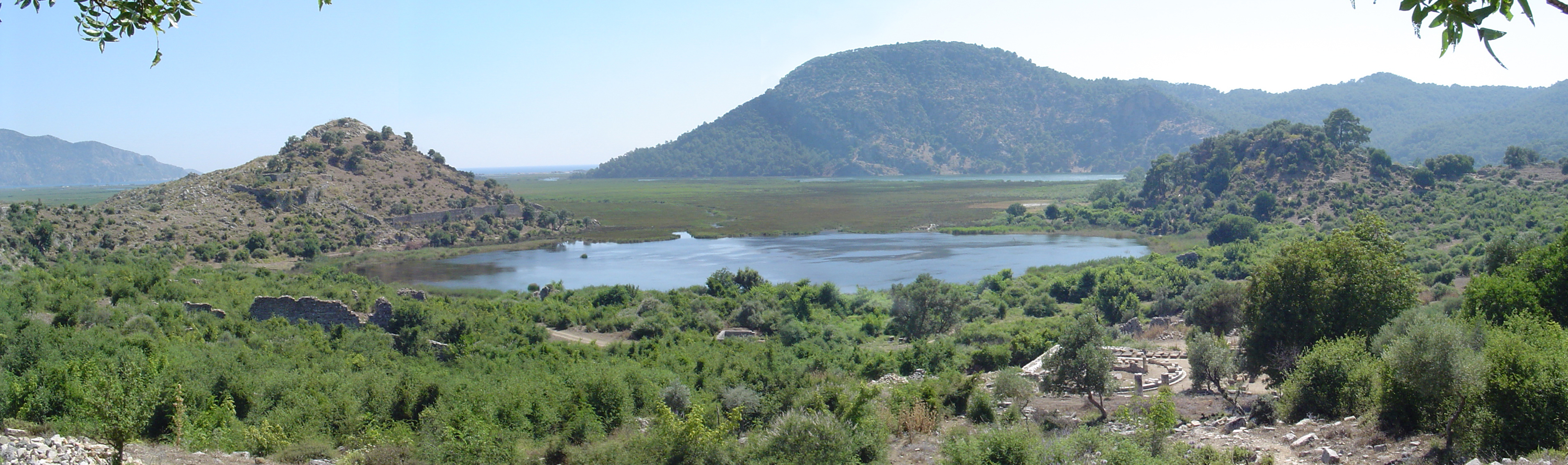
Ehemaliger Hafen von Kaunos. Links die Befestigungsanlagen, unten rechts ein Tempel

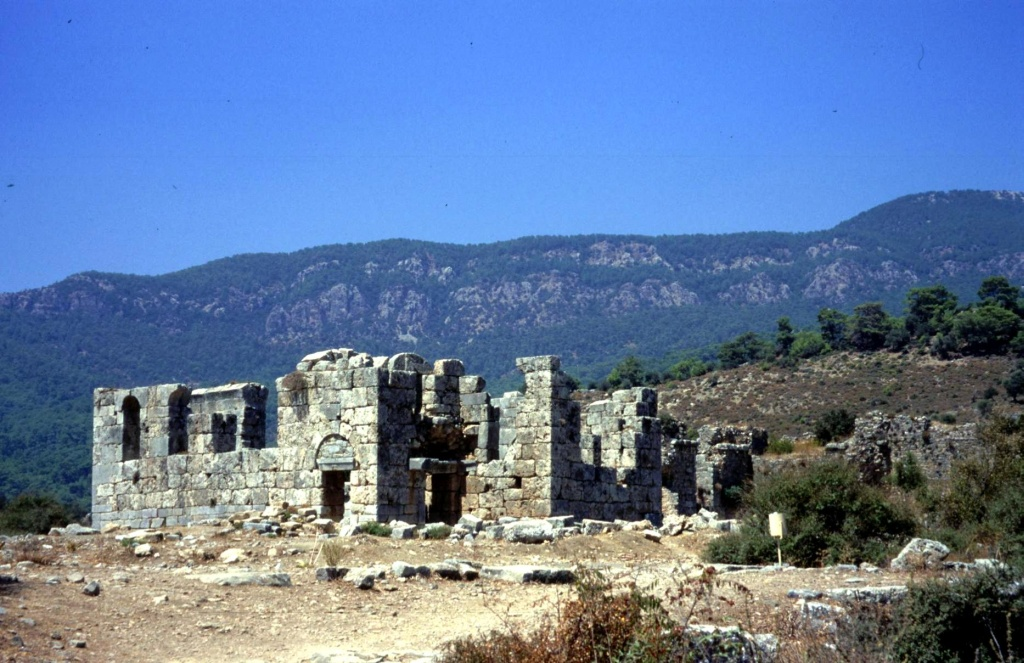
Kirchenruine
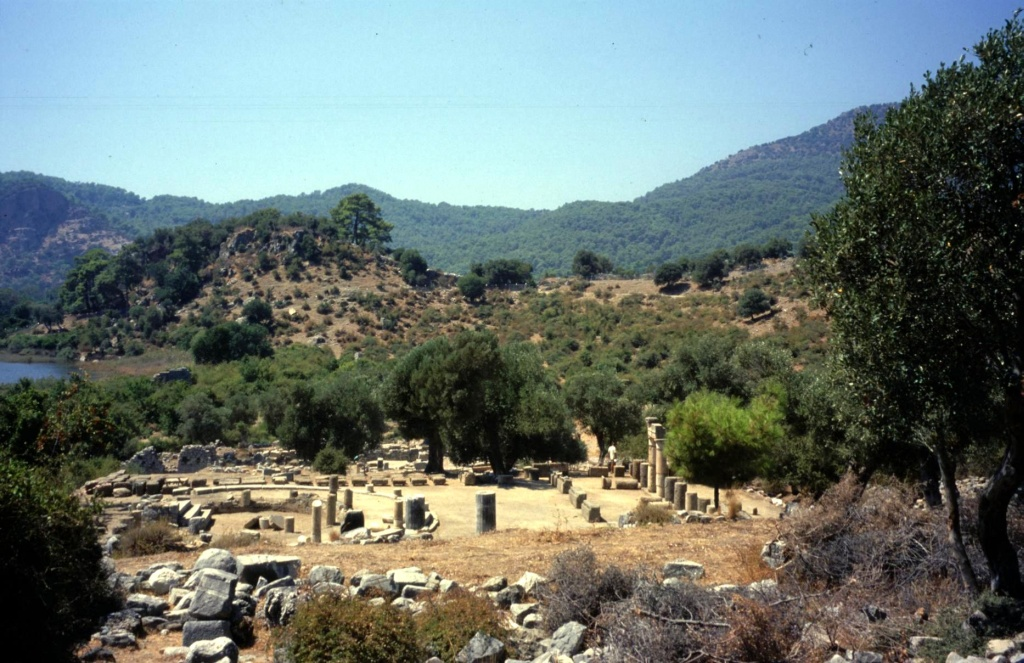
Tempelanlage
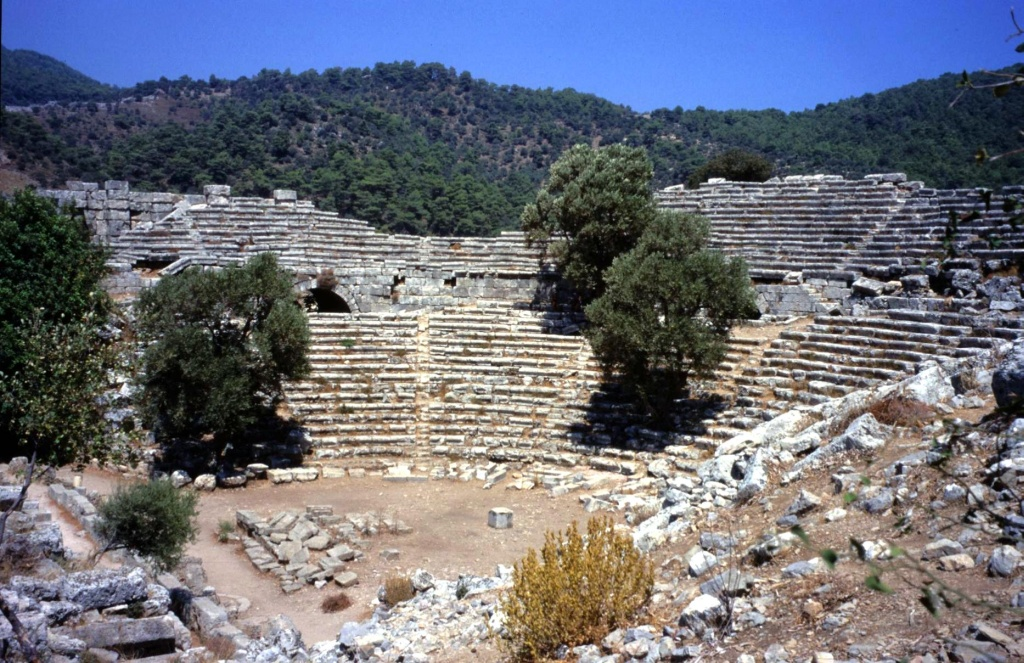
Theater